# Edgar Valcárcel
Edgar Valcárcel (Puno, 4 dicembre 1932 – Lima, 11 marzo 2010) è stato un pianista e compositore peruviano.

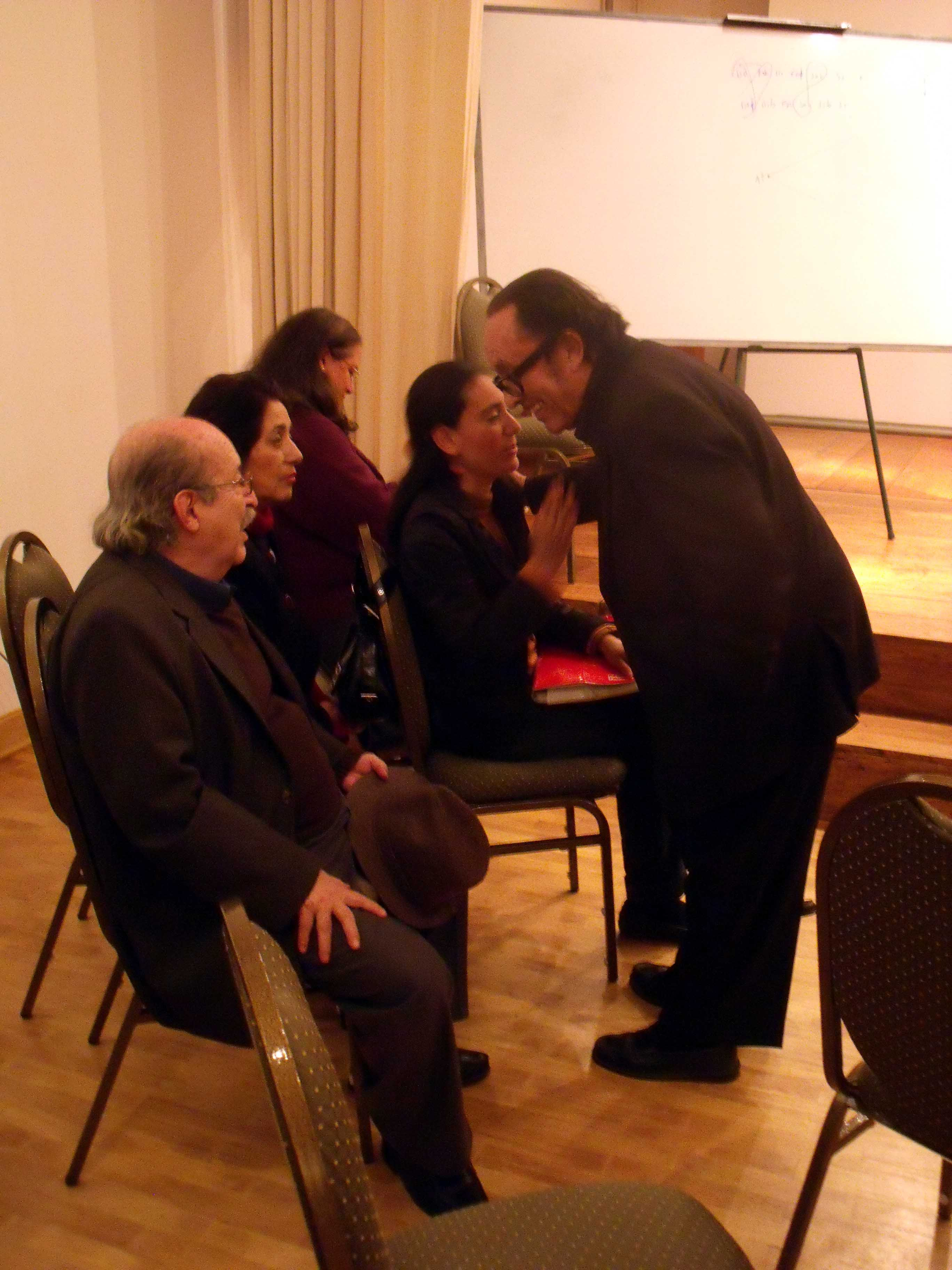
v.l.n.r. Francisco Pulgar Vidal, Margarita Ludeña, Mabel García und Edgar Valcárcel

È nipote del compositore, anch'egli nato a Puno, Theodoro Valcárcel. Compì i suoi studi musicali al Conservatorio Nacional de Música Lima presso i maestri Andrés Sas per la composizione ed Inés Pauta per il pianoforte, a Buenos Aires, a New York City all'Hunter College presso Donald Lybert (1960-1962), in Europa, al Centro latino-americano de Altos Estudios Musicales del Instituto Torquato Di Tella (Buenos Aires) (1963-1964), e corsi di perfezionamento sotto la guida dei maestri Alberto Ginastera, Aaron Copland, Riccardo Malipiero, Olivier Messiaen, Luigi Dallapiccola, Bruno Maderna, Gilbert Chase e José Vicente Azuar.
Una borsa di studio della Fondazione Guggenheim (1966-1968)  gli permise di fare studi di composizione elettronica all'Università Columbia, Princeton (New York) presso i maestri Ussachevsky e Alcides Lanza.
Nelle sue composizioni, di forme molto di avanguardia, ha incorporato dalla politonalità alle forme aleatorie e dai suoni elettronici ai ritmi e melodie folcloriche della regione dove è nato: "El Altiplano Andino".
Fra le sue composizioni abbiamo: Dicotomía, Queñua, Estudio Sinfónico, Hiwaña Huru, Checán I, II e III tutte per orchestra e Responso para un Karabotas per soprano ed orchestra. Canto Coral a Tupac Amaru sul testo del poeta peruviano Alejandro Romualdo, per coro, orchestra e suoni elettronici. L'opera Travesía por el Perú, ed il racconto sinfonico Zorro Zorrito.
I suoi lavori sono stati eseguiti a Lima, Messico, Buenos Aires, Rio de Janeiro, New York, Washington, Madrid ed il Texas nei diversi Festival di Musica Contemporanea. È stato anche insegnante di pianoforte, armonia, contrappunto, composizione ed anche Direttore del Conservatorio Nacional de Música de Lima (Perú). Attualmente è professore di composizione presso il conservatorio di Lima.

## Alcune composizioni
- Queñua
- Canto Coral a Túpac Amaru
- Estudio Sinfónico
- Karabotas
- Cutinapata